# Curauá
O curauá (Ananas erectifolius) é uma bromélia amazônica, mais concentrada na região norte do Brasil, Peru, Equador, Colômbia, Venezuela e Guiana Francesa. A fibra extraída de suas folhas é muito resistente, macia, leve e reciclável, permitindo composições para diversos usos na indústria. Atualmente a fibra é cotada para diversos fins, mais recentemente como substituta da fibra de vidro em peças automobilísticas e como composto de vigas resistentes a terremotos. A utilização de suas fibras vem se tornando objeto de estudos acadêmicos em diversas instituições de pesquisas pelo Brasil e América do Sul.